# Kurzschnauzenbären
Die Kurzschnauzenbären (Tremarctinae) sind eine Unterfamilie der Bären.
Die Kurzschnauzenbären waren früher über ganz Nord- und im nördlichen Südamerika verbreitet. Heute sind sie wie der Kurznasenbär (Arctodus simus) und Tremarctos floridanus größtenteils ausgestorben. Die Kurzschnauzenbären stellten mit der im mittleren Pleistozän in Argentinien vorkommenden Art Arctotherium angustidens, deren Vertreter ein Gewicht von 1,6 bis 1,7 t erreichten, eine der größten bekannten Bärenarten.
Lediglich eine Art, der Brillen- oder Andenbär (Tremarctos ornatus), hat bis heute überlebt.

## Arten der Tremarctinae
- Tremarctinae
  - †Plionarctos (Frick, 1926)
    - †Plionarctos harroldorum (Tedfored & Martin, 2001)
    - †Plionarctos edensis (Frick, 1926)

  - †Arctodus (Leidy, 1854)
    - †Kurznasenbär, Arctodus simus (Cope, 1879)
    - †Arctodus pristinus (Leidy, 1854)

  - †Arctotherium (Burmeister, 1879)
    - †Arctotherium angustidens (Gervais & Ameghino, 1880)
    - †Arctotherium vetustum (Ameghino, 1885)
    - †Arctotherium wingei (Ameghino, 1902)
    - †Arctotherium bonariense (Gervais, 1852)
    - †Arctotherium tarijense (Ameghino, 1902)

  - Tremarctos (Gervais, 1855)
    - †Tremarctos floridanus (Gildey, 1928)
    - Brillenbär, Tremarctos ornatus (Cuvier, 1825)